# Slammiversary XV
Slammiversary XV – gala wrestlingu zorganizowana przez amerykańską federację Global Force Wrestling (GFW), nadawana na żywo w systemie pay-per-view. Odbyła się 2 lipca 2017 w Universal Studios w Orlando na Florydzie. Była to trzynasta gala z cyklu Slammiversary, a zarazem pierwsze pay-per-view GFW w 2017. Organizacja celebrowała piętnastą rocznicę powstania.
Karta walk składała się z ośmiu pojedynków, w tym czterech o tytuły mistrzowskie, a samo wydarzenie poprzedził pre-show match. W walce wieczoru Alberto El Patrón, GFW Global Champion, pokonał Bobby’ego Lashleya, Impact Wrestling World Heavyweight Championa, i zintegrował oba pasy mistrzowskie. Unifikacji uległy również pasy kobiece, gdy Sienna, GFW Women’s Championka, wygrała z Rosemary, Impact Wrestling Knockouts Championką. W innych pojedynkach Sonjay Dutt obronił Impact Wrestling X Division Championship w 2 Out of 3 Falls matchu przeciwko Low Kiemu, natomiast Latin American Xchange (Ortiz i Santana), mistrzowie tag teamowi, wygrali z Laredo Kidem i Garzą Jr., Drago i El Hijo del Fantasmą oraz Naomichim Marafujim i Taijim Ishimorim w Four Way Tag Tag matchu.
Larry Csonka, redaktor portalu internetowego 411mania.com, ocenił galę na 7,2 w 10-punktowej skali.

## Tło
4 stycznia 2017 Anthem Sports & Entertainment ogłosił oficjalnie, że przejął kontrolę nad Total Nonstop Action Wrestling (TNA). Długoletnia prezes federacji, Dixie Carter, ustąpiła, a jej miejsce zajął Ed Nordholm. W pierwszych miesiącach roku do organizacji powrócili jej dawni pracownicy: Jeff Jarrett (założyciel TNA i zawodnik; po odejściu z TNA w 2014 założył nową federację – Global Force Wrestling «GFW»), Karen Jarrett, Dutch Mantell, Scott D’Amore i Bruce Prichard. Niebawem Jarrett przejął rolę głównego doradcy i zajął się kwestiami kreatywnymi w federacji. W dalszej przebudowie TNA nawiązało współpracę z japońską federacją Pro Wrestling Noah i meksykańskimi Lucha Libre AAA i The Crash. 2 marca, podczas pierwszego dnia nagrań do programu Impact Wrestling, Bruce Prichard oznajmił, że nazwa federacji została zmieniona z Total Nonstop Action Wrestling na Impact Wrestling (IW), z tego względu m.in. w nazwach tytułów mistrzowskich człon TNA został zmieniony na Impact Wrestling. W wyniku współpracy IW i GFW, ogłoszonej 20 kwietnia przez Karen Jarrett, część zawodników drugiej z wymienionych organizacji uczestniczyła w tygodniówce IW, jak również jej pasy mistrzowskie znalazły się na szali kilku pojedynków. 28 czerwca Impact Wrestling przejęło GFW, po czym dwa dni później nastąpiło ponowne przemianowanie organizacji, która z tą chwilą nosiła nazwę Global Force Wrestling.
2 marca Jeremy Borash ogłosił, że trzynasta edycja Slammiversary odbędzie się 2 lipca w Universal Studios w Orlando. 8 czerwca Impact Wrestling przedstawił ofertę pakietów VIP, które umożliwiały zainteresowanym uczestnictwem w wydarzeniu zakup pamiątek, zakwaterowanie oraz możliwość spotkania się z wrestlerami podczas Fan Interaction (osobne bilety na konwent weszły do sprzedaży 29 czerwca). Wstęp na Slammiversary i następujące po nim czterodniowe nagrania do programu GFW Impact! (3–6 lipca) był darmowy. 30 czerwca federacja zaprezentowała spot promujący galę. Spotkanie fanów z wrestlerami miało miejsce 1 lipca w DoubleTree by Hilton Hotel w Orlando. Na konwencie byli obecni m.in.: Alberto El Patrón, Bobby Lashley, Rosemary, James Storm, Gail Kim, Eli Drake, EC3, Scott Steiner, Jeff Jarrett, członkowie Latin American Xchange i Eddie Edwards.

## Rywalizacje
Slammiversary XV oferowało walki wrestlingu z udziałem różnych zawodników na podstawie przygotowanych wcześniej scenariuszy i rywalizacji, które były realizowane podczas cotygodniowych odcinków programu Impact Wrestling. Wrestlerzy odgrywali role pozytywnych (face) lub negatywnych bohaterów (heel), którzy rywalizują pomiędzy sobą w seriach walk mających budować napięcie.

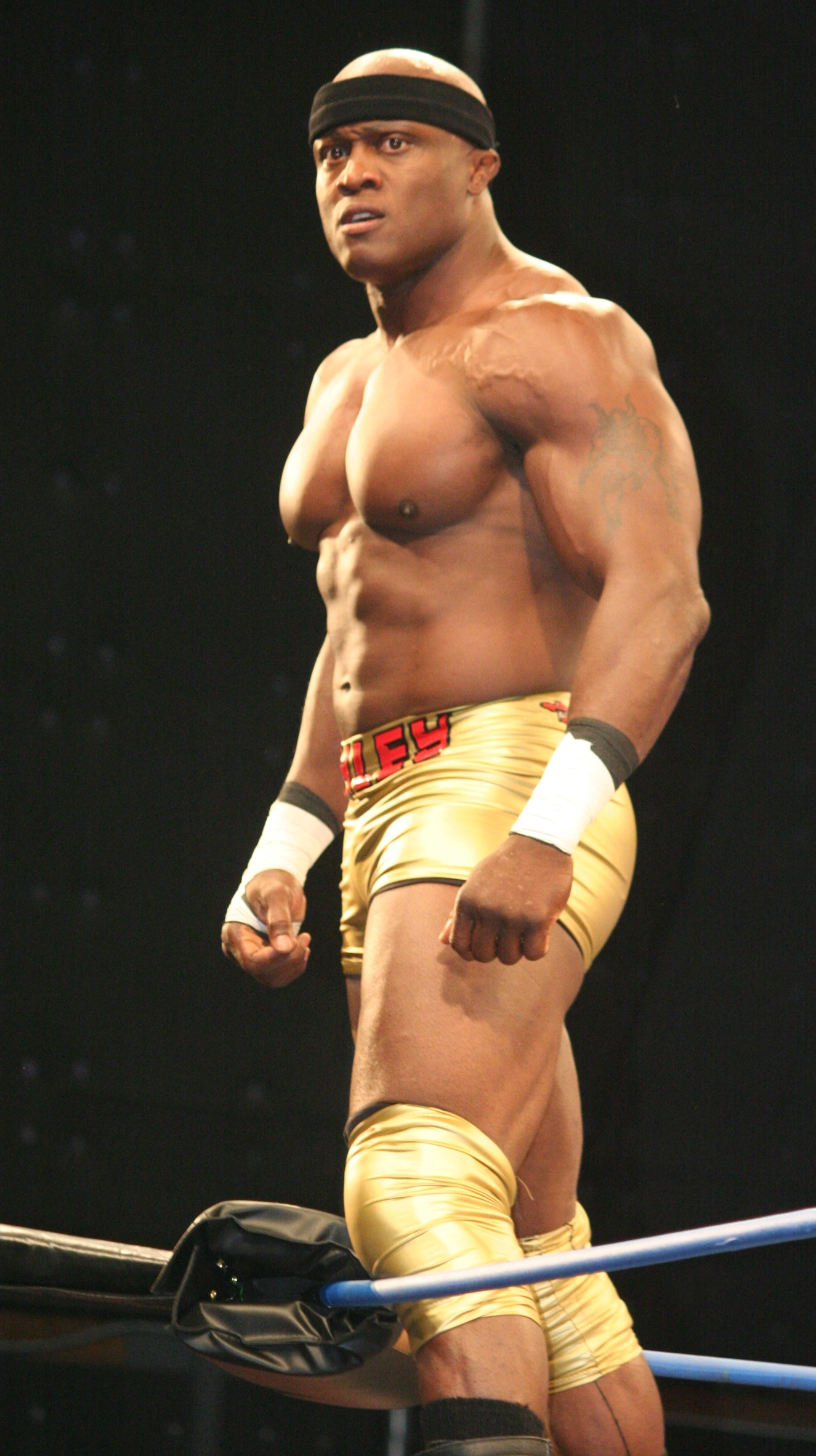
Bobby Lashley, Impact Wrestling World Heavyweight Champion

### Bobby Lashley vs. Alberto El Patrón
9 marca Alberto El Patrón, debiutujący w Impact Wrestling, zmierzył się z Lashleyem o Impact Wrestling World Heavyweight Championship. Podczas walki przypadkowo uderzył sędziego, i wykorzystując jego oszołomienie, znokautował rywala za pomocą pasa mistrzowskiego i wygrał pojedynek. Drugi z sędziów, który również ucierpiał podczas pojedynku, zauważył nieuczciwe zagranie i zakwestionował zwycięstwo Meksykanina. 16 marca władze federacji zmusiły El Patróna do oddania tytułu prawowitemu właścicielowi ze względu na kontrowersyjne zwycięstwo. Tego samego wieczoru pokonał Ethana Cartera III w walce o miano pretendenta do mistrzostwa. 11 maja El Patrón zwyciężył Magnusa, zdobywając GFW Global Championship. 1 czerwca Bruce Prichard ustalił Steel Cage match między Meksykaninem a EC3, na szali którego znalazł się tytuł El Patróna i miano pretendenta Cartera (uzyskał je 25 maja), a zwycięzca miał zmierzyć się z Lashleyem na Slammiversary; z pojedynku zwycięsko wyszedł pierwszy z wymienionych. 22 czerwca GFW Champion i James Storm triumfowali nad Lashleyem i EC3 w Tag Team matchu w wyniku dyskwalifikacji rywali, po tym, jak Carter uderzył sędziego skórzanym paskiem. Po zakończeniu meczu Meksykanin pozował z dwoma pasami mistrzowskimi pośród publiczności na znak przyszłej wygranej. 29 czerwca Lashley i Alberto El Partrón podpisali kontrakt na walkę, której zwycięzca przejmie tytuł mistrzowski pokonanego (Winner Takes All match), następnie oba mistrzostwa zostaną zunifikowane.
Pod koniec czerwca Impact Wrestling zakomunikował, że przy narożniku Alberto El Patróna stanie jego ojciec, Dos Caras, a Lashleyowi towarzyszył będzie Muhammed „King Mo” Lawal.

### Josh Mathews i Scott Steiner vs. Jeremy Borash i Joseph Park
W marcu rozgorzał spór między dwoma komentatorami, Joshem Mathewsem i Jeremym Borashem. Kulminacją rywalizacji była walka czteroosobowych drużyn wybranych przez obu pracowników. Zespół Borasha (Team JB – Magnus, Chris Adonis, Matt Morgan i Alberto El Patrón) odniósł zwycięstwo nad drużyną rywala (Team GOAT – Lashley, Bram, Eli Drake i Tyrus), wobec czego Mathews musiał opuścić stanowisko przy stoliku komentatorskim. Jednak 20 kwietnia powrócił w roli menedżera Lashleya, relacjonując jego walkę z Jamesem Stormem. Tego samego wieczoru Borash, sprowokowany przez Mathewsa, uderzył go pięścią w twarz, a tydzień później za to zachowanie został zawieszony. Nie przeszkodziło mu to znaleźć się na widowni w bliskości stolika komentatorskiego w kilku odcinkach Impact Wrestling, aby drwić z Mathewsa. 18 maja Borash ponownie zajął się komentowaniem spotkań za sprawą nowego przedstawiciela, Josepha Parka, oraz zaproponował Mathewsowi walkę na Slammiversary,  jeśli znajdzie swojego partnera. Okazał się nim Scott Steiner. W czerwcu zostały wyemitowane krótkie scenki o zabarwieniu humorystycznym z przygotowań Borasha i Parka do przyszłej konfrontacji.

### Eddie Edwards i Alisha Edwards vs. Davey Richards i Angelina Love
5 stycznia Davey Richards powrócił do federacji po kilkumiesięcznej przerwie związanej z kontuzją, aby wspierać Eddiego Edwardsa (tworzyli tag team The Wolves), który rywalizował z Bobbym Lashleyem o TNA World Heavyweight Championship. Edwards stracił mistrzostwo na rzecz Lashleya 26 stycznia w 30-minutowym Iron Man matchu, w międzyczasie Richards zaczął coraz wyraźniej przejawiać cechy złego charakteru. 9 lutego przeszedł heel turn, nie pozwalając Edwardsowi wygrać walki rewanżowej z mistrzem wagi ciężkiej, natomiast jego żona, Angelina Love, zaatakowała żonę rywala, Alishę. Przemiana Richardsa objawiła się zmianą motywu muzycznego towarzyszącego mu podczas wejścia do ringu, odmiennym strojem, namiętnymi pocałunkami z Love oraz przyjęciem przydomka „The Lone Wolf”, co przypieczętowało rozpad tag teamu byłych partnerów. Metamorfozę umotywował tym, że Edwards nie interesował się nim, gdy ten leczył uraz. 16 lutego odbył się nierozstrzygnięty Street Fight match z udziałem obu wrestlerów. W trakcie pojedynku Love przykuła Alishę kajdankami do lin i zmusiła ją do patrzenia, jak Richards uderza krzesłem w głowę leżącego Edwardsa, po czym kopnęła sędziego w krocze. 6 kwietnia Richards pokonał Edwardsa w Last Man Standing matchu, a 27 kwietnia uległ Moose’owi przez dyskwalifikację w starciu o Impact Grand Championship, gdy jego rywal interweniował w spotkaniu. Tydzień później Richards kontuzjował nogę Edwardsa, zaś 11 maja wykorzystał jedną z kul, na których opierał się Eddie i uderzył go nią w plecy. Zdarzenie miało miejsce po zwycięskiej walce Alishy z Love przez dyskwalifikację, gdy Kanadyjka chciała użyć metalowego łańcucha. 25 maja zespoły stoczyły Tag Team match zakończony wygraną protagonistów, jednak Richards i Love, niepogodzeni z tym wynikiem, zdołali przykuć Edwardsa kajdankami do lin, następnie Angelina wykonała rzut Alishą z narożnika na stół. 29 czerwca Eddie Edwards i Davey Richards podpisali kontrakt na walkę, w której mieli wspólnie z żonami zmierzyć się przeciwko sobie w mieszanym Full Metal Mayhem Tag Team matchu.

### Low Ki vs. Sonjay Dutt
20 kwietnia odbyło się sześcioosobowe starcie o Impact Wrestling X Division Championship z udziałem mistrza Trevora Lee, Andrew Everetta, Suicide’a, debiutującego Dezmonda Xaviera oraz powracających do federacji Sonjaya Dutta i Low Kiego. Pojedynek wygrał Ki i został pięciokrotnym X Division Championem, jednocześnie podczas meczu przypadkowo doprowadził do urazu prawego oka Dutta, co wyłączyło zawodnika z rywalizacji w końcowej części spotkania. Kontuzja stała się pretekstem do współzawodnictwa obu wrestlerów. 8 czerwca Sonjay zasiadł za stolikiem komentatorskim, a po zwycięskim meczu Low Kiego z Calebem Konleyem, poprosił mistrza o danie mu szansy walki o tytuł, której wcześniej go pozbawił. Zauważył również, że ma za sobą hinduską publiczność (jego rodzina pochodzi z Indii, a nagrania do programu Impact Wrestling odbyły się w Mumbaju). Ki zgodził się na walkę rewanżową. Tydzień później przegrał z rywalem. Dutt, mimo długoletniej współpracy z Impact Wrestling, zdobył dopiero swój pierwszy pas mistrzowski w tej federacji. 22 czerwca Dutt zaproponował rywalowi, że na Slammiversary zawalczą o X Division Championship w 2 Out of 3 Falls matchu. Low Ki przyjął wyzwanie, po czym zaatakował go oraz towarzyszącego mu Mahabali Sherę, przechodząc heel turn.

### Rosemary vs. Sienna
4 maja Sienna pokonała Christinę Von Eerie, zdobywając GFW Women’s Championship, tym samym została pierwszą wrestlerką, która posiadała mistrzostwo kobiet federacji Impact Wrestling i Global Force Wrestling. 25 maja Rosemary, Impact Wrestling Knockouts Championka, weszła do ringu, w chwili gdy Sienna i Laurel Van Ness znęcały się nad Allie (ich spór trwał od marca). Antagonistki próbowały przekonać ją, aby do nich dołączyła, lecz ta niespodziewanie stanęła w obronie słabszej zawodniczki, co w rezultacie sprawiło, że stała się ulubienicą publiczności. Tydzień później Rosemary zapewniła Allie, że nie pozwoli jej skrzywdzić. 8 czerwca mistrzyni Knockoutek wygrała z Van Ness pojedynek o tytuł, ale po zakończeniu meczu została zaatakowana przez nią i Siennę. Na ratunek ruszyła jej Allie, która z wykorzystaniem kija do kendo zmusiła przeciwniczki do opuszczenia ringu. 29 czerwca Rosemary i Sienna podpisały kontrakt na walkę, której zwyciężczyni przejmie tytuł mistrzowski pokonanej, następnie oba mistrzostwa zostaną zunifikowane.

### Moose i DeAngelo Williams vs. Eli Drake i Chris Adonis
11 maja Eli Drake, niezadowolony ze swojej pozycji w federacji, zaatakował wraz z Tyrusem i Chrisem Adonisem Moose’a, po jego zwycięskiej walce z Marshem Rockettem w obronie Impact Grand Championship. 25 maja doszło między nimi do bójki za kulisami. 1 czerwca Moose zwyciężył Drake’a w pojedynku o mistrzostwo, jednak sędziowie, mimo dobrej postawy Rickera, przyznali zwycięstwo Moose’owi. Drake zarzucał Billowi Prichardowi, który był jednym z arbitrów spotkania, niesprawiedliwą i stronniczą decyzję. Tydzień później Adonis przegrał z Alberto El Patrónem, GFW Global Championem. We współpracy ze swoim partnerem wyładowali frustrację na mistrzu, któremu na pomoc przyszedł Moose. 15 czerwca były futbolista rzucił wyzwanie drużynowe przeciwnikom i oznajmił, że za tydzień wyjawi drugiego członka swojego tag teamu. 22 czerwca oznajmił, że będzie nim zawodnik ligi NFL, DeAngelo Williams, jednak jego partner nie pojawił się w ringu, dlatego Drake i Adonis zaatakowali osamotnionego Moose’a.

### Ethan Carter III vs. James Storm
20 kwietnia James Storm walczył z Bobbym Lashleyem o Impact Wrestling World Heavyweight Championship, lecz podczas pojedynku interweniował Ethan Carter III, który przeszedł heel turn, uderzając Storma w głowę butelką piwa, a tym samym pozbawiając go możliwości zdobycia tytułu wagi ciężkiej. EC3 nie zgadzał się ze zbyt niską pozycją jaką zajmuje w federacji i brakiem szansy na walkę o pas wagi ciężkiej. 11 maja Carter obrażał Storma, a po zwycięskiej bójce przypiął rywala kajdankami do ringu i wielokrotnie uderzył go skórzanym paskiem po plecach. 18 maja Carter przegrał spotkanie z przeciwnikiem po dyskwalifikacji, ponieważ zdenerwowany na sędziego za uniemożliwienie mu użycia paska, zaatakował nim arbitra. 25 maja Bruce Prichard ustalił starcie między Magnusem i oboma rywalami o miano pretendenta do walki o Impact Wrestling World Heavyweight Championship. EC3 odniósł zwycięstwo w meczu, przypinając Brytyjczyka, a wcześniej nie pozwalając tego zrobić Stormowi, którego wyrzucił z ringu; 1 czerwca Carter utracił swoją szansę po przegranej z Alberto El Patrónem. W dwóch kolejnych odcinkach programu Impact Wrestling atakował różne osoby za pomocą paska, zaś w ich obronie stawał Storm. 22 czerwca przedmiot ten stał się również przyczyną porażki Cartera i Lashleya z Patrónem i Stormem w Tag Team matchu. 29 czerwca Ethan Carter III i James Storm podpisali kontrakt na walkę, którym miał być Strap match.

### Mecz o mistrzostwa tag teamowe
Gdy The Broken Hardys (Matt Hardy i Jeff Hardy) odeszli z federacji, 30 marca The Latin American Xchange (Ortiz i Santana) pokonali Decay, Reno Scum, Garzę Juniora i Laredo Kida w Four Way Tag Tag matchu, zdobywając zawieszone Impact Wrestling World Tag Team Championship. Dwa miesiące później, 1 czerwca, zwyciężyli Veterans of War (Mayweather i Wilcox) w finale turnieju o GFW Tag Team Championship. 26 czerwca Impact Wrestling poinformowało, że o drużynowe pasy mistrzowskie zmierzą się LAX oraz trzy tag teamy z zaprzyjaźnionych federacji w Four Way Tag Team matchu: Drago i El Hijo del Fantasma (AAA), Naomichi Marufuji i Taiji Ishimori (NOAH) oraz Laredo Kid i Garza Jr. (The Crash), którzy występowali również w IW.

## Gala

### Komentatorzy i osobistości telewizyjne
Przy stoliku komentatorskim Slammiversary XV zasiedli Don West i Robert Flores oraz D’Angelo Dinero. Dave Penzer i Jeremy Borash byli konferansjerami gali, natomiast za zakulisowe wywiady z zawodnikami odpowiadała McKenzie Mitchell. Sędziami pojedynków byli Earl Hebner, Brian Hebner i Brian Stiffler.
Na gali byli między innymi: przedstawiciel japońskiej federacji Pro Wrestling Noah i oficjele meksykańskich organizacji Asistencia Asesoría y Administración i The Crash, Robert Irvine, Eddie Kingston i „Mr. 450” John Yurnet.

### Pre-show match
Przed rozpoczęciem transmisji na żywo fani zgromadzeni w Universal Studios mogli zobaczyć Six Person Tag Team match, w którym Mahabali Shera, Braxton Sutter i Allie pokonali KM-a, Kongo Konga i Laurel Van Ness.

### Główne wydarzenie

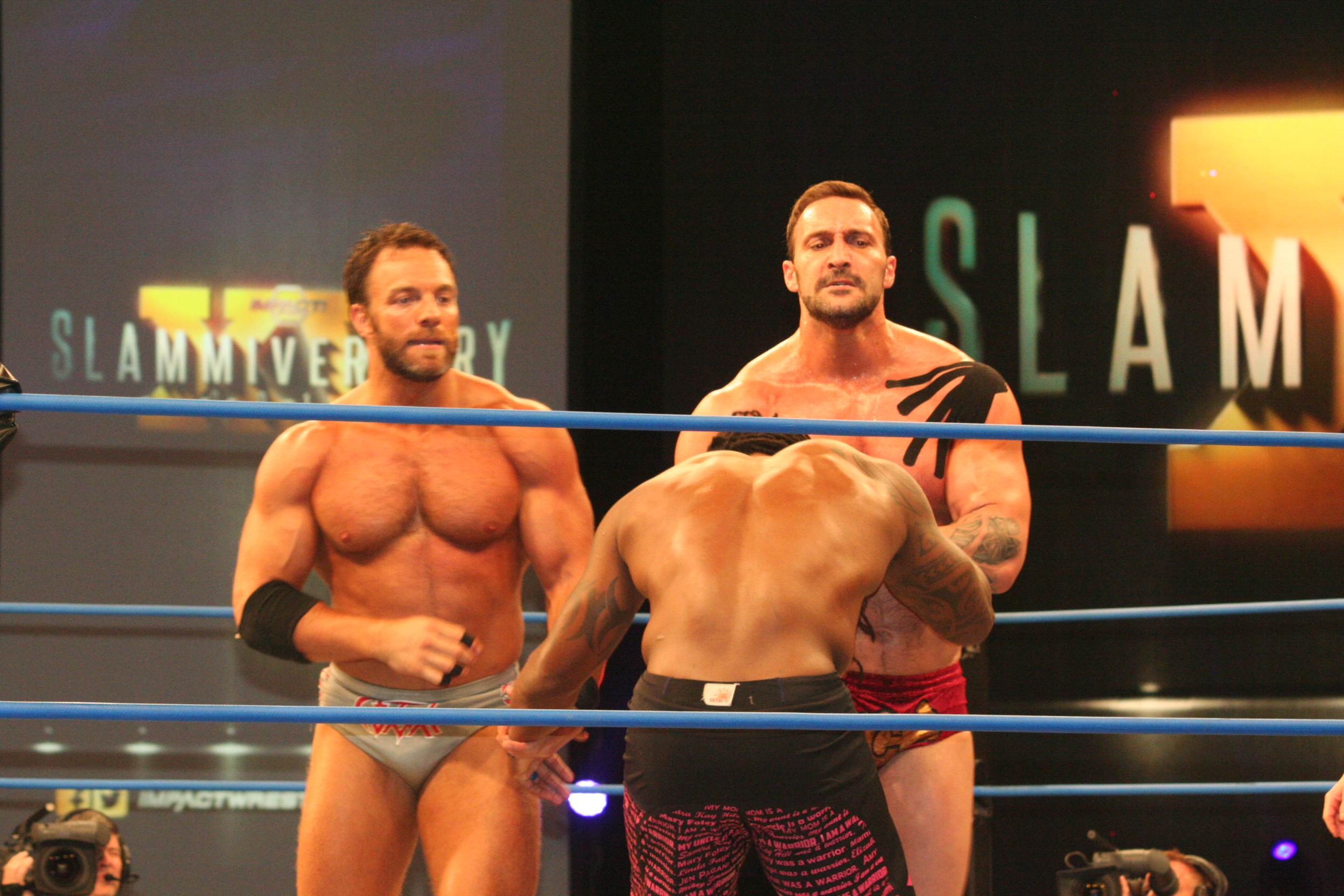
DeAngelo Williams atakowany przez Eliego Drake′a i Chrisa Adonisa

Slammiversary otworzył Four Way Tag Team match, na którego szali znalazły się Impact Wrestling World Tag Team Championship i GFW Tag Team Championship. Mecz odbył się na zasadach lucha libre (po opuszczeniu ringu przez jednego zawodnik drugi może go zastąpić). Udział w pojedynku wzięli mistrzowie, a zarazem członkowie stajni Latin American Xchange – Ortiz i Santana, Laredo Kid i Garza Jr., Drago i El Hijo del Fantasma oraz Naomichi Marafuji i Taiji Ishimori. Walka obfitowała w wiele akcji technicznych i wysokiego ryzyka, żaden zespół nie zdobył znaczącej przewagi. Po ponad piętnastu minutach rywalizacji Ortiz i Santana, dzięki wcześniejszym ingerencjom ich kompanów – Diamante i Homicide’a, wykonali na osamotnionym w ringu Laredo Kidzie Street Sweeper (połączenie flying neckbreakera i powerbombu) i obronili pasy mistrzowskie. Gdy walka się zakończyła, Konnan (menedżer LAX) ogłosił, że wkrótce do grupy dołączy nowa osoba.

W drugim spotkaniu Moose i debiutujący DeAngelo Williams zmierzyli się z Elim Drakiem i Chrisem Adonisem. Moose’owi i Williamsowi towarzyszyli przy narożniku Austin Dillon (kierowca samochodów seryjnych w wyścigach NASCAR) i Gary Barnidge (gracz ligi NFL), a zanim weszli na matę otrzymali doping od cheerleaderek stojących na rampie. Starcie rozpoczęło się korzystnie dla ulubieńców publiczności, którzy nie pozwolili oponentom na przejęcie inicjatywy. Dopiero nieczysty cios, jaki Adonis zadał Moose’owi, odmienił sytuację. Adonis i Drake przeszli do technicznego wrestlingu, lecz gdy Moose zdołał zmienić się z partnerem, spotkanie znów nabrało tempa i chwilę później do ringu został wniesiony stół. Antagoniści byli bliscy zwycięstwa, jednak skuteczna współpraca przeciwników spowodowała, że to Williams przypiął Adonisa, wykonując leżącemu na stole zawodnikowi diving splash. Ponieważ mebel nie został złamany, Moose dopełnił wygranej, chwytając znajdującego się za kulisami Drake’a, przyprowadzając na ring i rzucając go na stół. Tym razem blat pękł.

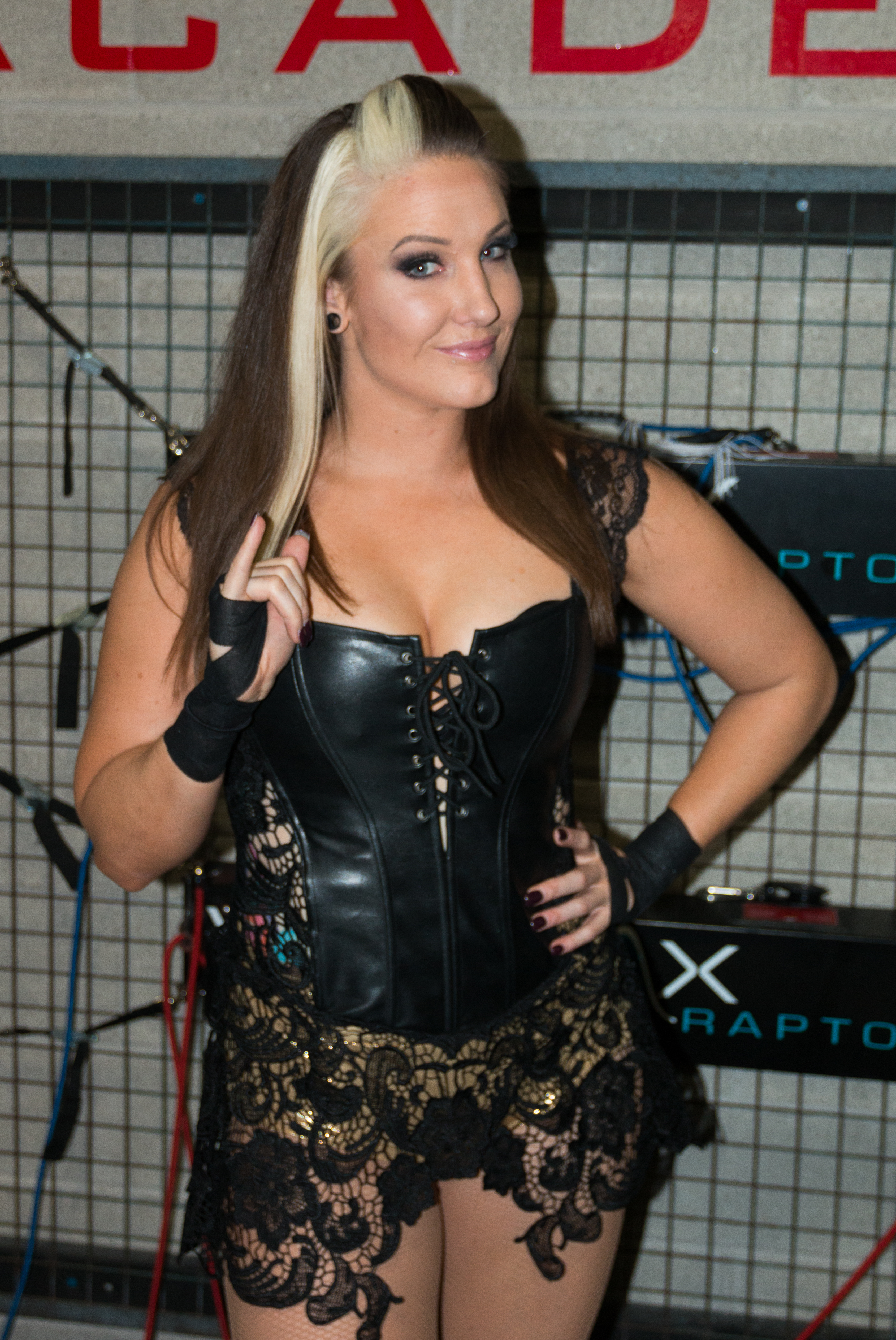
Sienna, zwyciężczyni pojedynku unifikującego pasy mistrzowskie kobiet

Następnie Ethan Carter III podjął Jamesa Storma. Przed meczem lewe nadgarstki wrestlerów zostały połączone długim skórzanym pasem. Pierwsze minuty spotkania toczyły się pod dyktando Storma, następnie do ofensywy przeszedł EC3, który zamierzał przypiąć rywala do narożnika kajdankami, co nie udało się, gdyż po krótkiej szamotaninie ze Stormem, sam został w nie zakuty i otrzymał 32 uderzenia pasem (o 1 więcej niż zadał „Cowboyowi” 11 maja). Gdy walka przeniosła się na zewnątrz ringu, EC3 pociągnął za pas, sprawiając że przeciwnik uderzył głową w narożnik. Mimo urazu Storm  przez moment udanie zmagał się w ringu z EC3, jednak po wykonaniu superkicku nagle upadł na matę. Zaskoczony Carter podniósł go i zakończył pojedynek za pomocą Angel’s Wings. Służby medyczne odprowadziły Storma na zaplecze.
W kolejnym starciu, które okazało się No Disqualification matchem, Joseph Park i Jeremy Borash stawili czoło Scottowi Steinerowi i Joshowi Matthewsowi. W pierwszych minutach mecz odbywał się w ringu, ale wkrótce przeniósł się poza Universal Studios. Protagoniści postanowili uciec przed Matthewsem i Steinerem na zaplecze, ci zaś do pogoni za przeciwnikami użyli wózka widłowego, następnie, na krótko zatrzymani przez Borasha i Parka za pomocą proszku gaśniczego, kontynuowali pogoń skradzionym samochodem. Antagoniści rozdzielili się – komentator starł się z Borashem w basenie, tymczasem Steiner rywalizował z Parkiem. W zbiorniku niespodziewanie pojawił się Shark Boy, który ułatwił Borashowi ucieczkę z wody, równocześnie po stronie Parka opowiedział się jego dawny mentor, Father James Mitchell, ofiarowując mu maskę, w jakiej występowało storyline’owy brat zawodnika, Abyss. Gdy Borash powrócił do ringu, musiał samotnie zmagać się z dwoma przeciwnikami. Shark Boy podjął się ponownej próby uratowania sprzymierzeńca, tym razem bezskutecznej. Po chwili nieoczekiwanie w arenie rozbrzmiał motyw muzyczny Abyssa, a na rampę wszedł James Mitchell. Zaskoczeni Matthews i Steiner zostali zaatakowani od tyłu przez jego podopiecznego. Abyss rozsypał na matę pinezki otrzymane od Mitchella, na które rzucił Matthewsa, wykorzystując swoją akcję kończącą – Black Hole Slam, natomiast Borash wykonał leżącemu rywalowi diving splash, dając zwycięstwo drużynie. Niektórzy recenzenci gali zauważyli, że pojedynek miał pewne charakterystyczne elementy, jakie prezentowali w swoich walkach The Broken Hardys.
W piątej walce Eddie i Alisha Edwardsowie stawili czoło Daveyowi Richardsowi i Angelinie Love. Obie pary używały przeciwko sobie różnych przedmiotów, aby odnieść decydujące zwycięstwo nad przeciwnikami. W ósmej minucie pojedynku Alishy udało się unieszkodliwić Love, rzucając ją za pomocą powerbombu na stół. Bezpośrednio po tej akcji całą rywalizację zakończył Eddie Edwards, który przypiął Richardsa po wykonaniu na nim sunset flip powerbombu ze szczytu drabiny na drugi ze stojących stołów.
Szóstym spotkaniem w karcie gali był 2 Out of 3 Falls match, podczas którego Sonjay Dutt pokonał Low Kiego, utrzymując Impact Wrestling X Division Championship. Pierwszy punkt uzyskał Ki w siódmej minucie i dwudziestej piątej sekundzie po skontrowaniu sunset flipu Dutta z narożnika ringu i wykonaniu rywalowi double stompu (skoku na klatkę piersiową dwiema nogami). Mistrz Dywizji X wyrównał rezultat, gdy zastosował roll up, uwalniając się w ten sposób z dźwigni przeciwnika, następnie Dutt w osiemnastej minucie zatrzymał jeden z ruchów Kiego, wyrzucił go z narożnika na matę i za pomocą moonsoult double stompu zdobył decydujący punkt.

Tuż po tym Rosemary zmierzyła się ze Sienną. Gościem specjalnym pojedynku była Gail Kim. Impact Wrestling Knockouts Championka weszła do ringu w asyście kobiet ucharakteryzowanych na zombie. Podczas starcia antagonistce towarzyszyli KM i Laurel Van Ness, ale przeszkadzając Siennie w jednej z akcji, zawodniczka zmusiła ich do opuszczenia hali. Gdy Rosemary wykonała rywalce Red Wedding, Laurel Van Ness powróciła, wyciągnęła z ringu za nogę odliczającego sędziego, ratując sojuszniczkę z opresji. Następnie Van Ness została przepędzona za kulisy przez Allie, która użyła do tego celu kij do kendo. Skupiony na pogoni nieproszonych zawodniczek arbiter nie zauważył, że Sienna uderzyła Rosemary w głowę pasem mistrzowskim, jednak oszustwo nie pozwoliło jej zwyciężyć. Pod koniec meczu mistrzyni Knockouts miała zamiar wypluć w stronę twarzy przeciwniczki zieloną mgłę, lecz antagonistka zatkała jej usta, chroniąc się przed atakiem. Substancja zaczęła parzyć rękę Sienny, mimo to wykorzystała tę okoliczność, oślepiła Rosemary toksyczną mazią, założyła dźwignię i zmusiła ją do poddania się. Triumf Sienny pozwolił jej połączyć Impact Wrestling Knockouts Championship i GFW Women’s Championship.

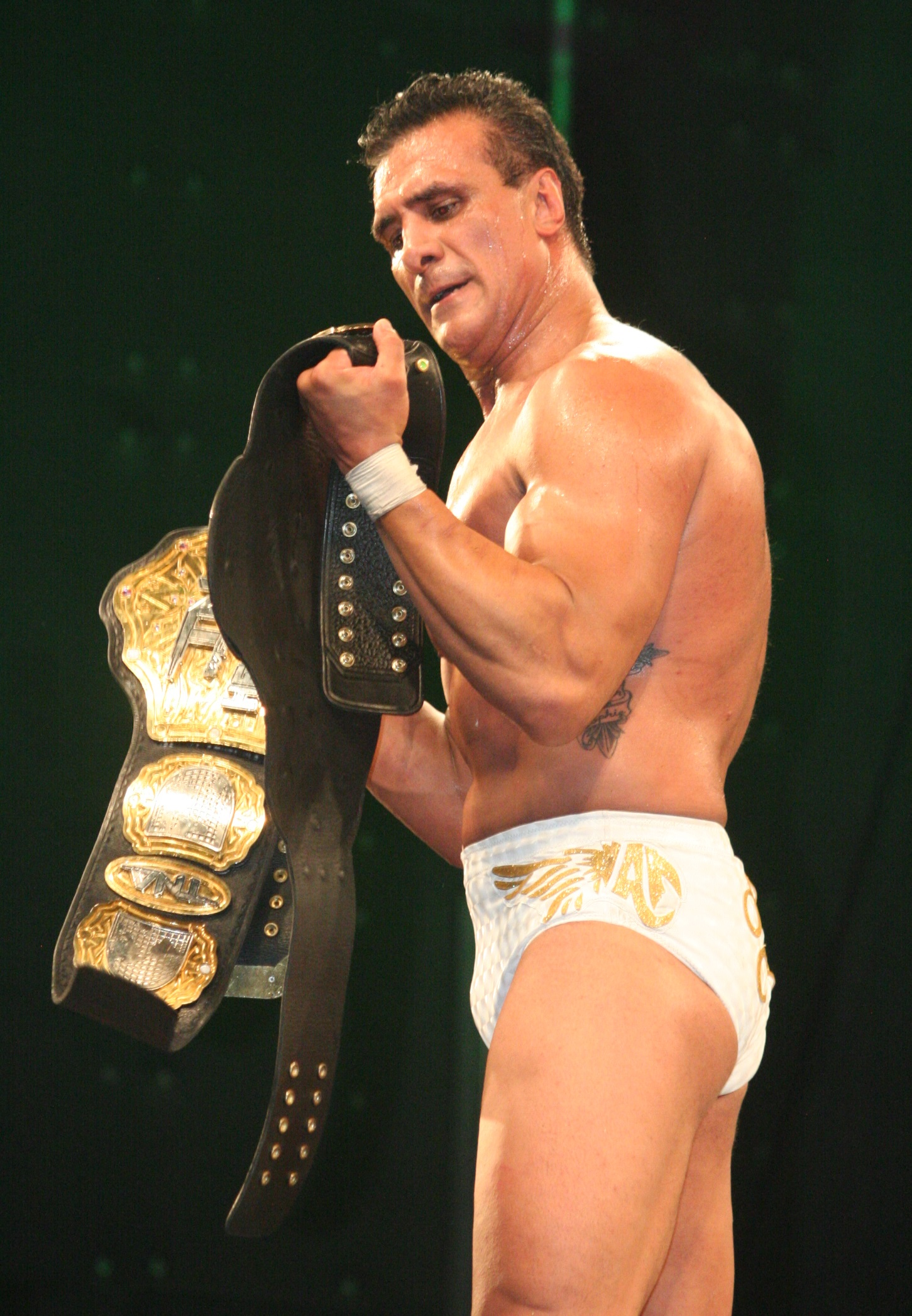
Alberto El Patrón, zwycięzca pojedynku unifikującego pasy wagi ciężkiej Impact Wrestling i GFW

Przed walką wieczoru krótką mowę wygłosił Jeff Jarrett. Podziękował fanom za wsparcie, jednocześnie rozbudził emocje publiczność przed walką wieczoru.

#### Walka wieczoru
W walce wieczoru GFW Global Champion, Alberto El Patrón, wygrał z Impact Wrestling World Heavyweight Championem, Bobbym Lashleyem, unifikując oba tytuły mistrzowskie. Podczas prezentacji zawodników Meksykaninowi towarzyszyli Dos Caras i El Hijo de Dos Caras, a u boku Amerykanina szli przedstawiciele drużyny MMA, American Top Team, mimo to w czasie meczu po przeciwnych stronach stanęli jedynie ojciec El Patróna i King Mo. Zawodnicy rozpoczęli starcie od wymiany kopnięć, ciosów i rzutów do momentu wyrzucenia Lashleya przez El Patróna poza ring. Przy barierkach ochronnych przewagę zyskał mistrz Impact Wrestling i po powrocie na matę podjął nieskuteczną próbę przypięcia rywala. Dalsze, niemal dziesięciominutowe zmagania nie przyniosły rozstrzygnięcia. Mistrz GFW wykonał przeciwnikowi diving stomp, jednak Lashley oderwał barki i wydostał się na zewnątrz ringu. Meksykanin rozpoczął krótką sprzeczkę z King Mo, który miał zamiar użyć przeciwko niemu metalowego krzesełka.
Gdy zawodnicy znów znaleźli się w ringu, Lashley założył rywalowi dźwignię na ramię, ale El Patrón uwolnił się z niej, po czym Meksykanin otrzymał spear od Lashleya. Amerykanin spróbował tej akcji ponownie, ale został zatrzymany za pomocą dropkicka, następnie mistrz GFW również wykonał spear, co spowodowało, że obaj wrestlerzy wypadli z ringu. King Mo, próbujący interweniować, został kopnięty w krocze przez Dos Carasa. Lashley zaczął popychać ojca przeciwnika, potem skierował swą uwagę na El Patróna, wrzucając oszołomionego zawodnika do ringu. Amerykanin, wchodząc na matę, skupił się na dalszym ubliżaniu Dos Carasowi i nie zauważył, jak rywal rozpoczyna atak. El Patrón kopnął go w tył głowy i zakończył mecz diving stompem.
Na zakończenie gali rodzina Jarrettów, przedstawiciele Impact Wrestling, Pro Wrestling Noah i AAA, jak również Dos Caras i El Hijo de Dos Caras, oklaskiwali Alberto El Patróna.

## Odbiór gali

### Widownia
Slammiversary XV cieszyło się dużym zainteresowaniem ze strony kibiców. W Universal Studios zasiadł komplet publiczności (dokładna liczba nie została podana). Ze względu na ograniczoną pojemność hali część fanów czekała w kolejce na zewnątrz studia na możliwość wejścia i obserwowania wydarzenia.

### Noty krytyków
Slammiversary XV otrzymało pozytywne oceny od krytyków i fanów.
Andrew Soucek z Pro Wrestling Torch pochwalił galę, a w szczególności Four Way Tag Team match o Impact Wrestling World Tag Team Championship i GFW Tag Team Championship. Stwierdził, że wydarzenie było ponadprzeciętne, nie pojawiły się na nim klasyki, które można by rozpamiętywać przez lata, jednak większość pojedynków wyróżniała się dobrym poziomem. Soucek pochwalił również zespół komentatorski, występ DeAngelo Williamsa oraz spotkanie Josha Mathewsa i Scotta Steinera przeciwko Jeremy’emu Borashowi i Josephowi Parkowi, które na pierwszy rzut oka mogło wydawać się złym pomysłem, tymczasem okazało się zabawnym i interesującym widowiskiem. Jego zdaniem słabymi punktami gali była zbyt krótka walka Eddiego i Alishy Edwardsów z Richardsem i Love (podobnie jak Strap match), słaby mecz o mistrzostwa kobiet oraz liczne interwencje w walce wieczoru, przeszkadzające w odbiorze pojedynku.
Larry Csonka, redaktor portalu 411mania.com, za najlepszą walkę gali uznał pojedynek LAX z trzema zagranicznymi zespołami (4 gwiazdki), pisząc, że był on idealnym otwarciem wydarzenia, zapewnił dużą liczbę efektownych akcji, z drugiej zaś strony pozostawił po sobie lekki niedosyt. Spotkanie Rosemary z Sienną nie przypadło mu do gustu, obwiniając za ten fakt złe przyzwyczajenia Jeffa Jarretta w budowaniu dobrej historii w ringu, która następnie zostaje zaprzepaszczona na końcu z powodu niemądrych decyzji. Spotkanie otrzymało dwie gwiazdki. Walkę wieczoru ocenił na trzy gwiazdki, podobnie jak resztę potyczek. Podsumowując, Csonka stwierdził, że gala prezentowała dobry, równy poziom oprócz jednej słabej walki i pochwalił pracę obu komentatorów. Jego zdaniem feudy zostały zakończone w prawidłowy sposób. W skali dziesięciopunktowej Slammiversary dostało 7,2 punktu.
Jeden z redaktorów portalu internetowego Świat Impact Wrestling! przyznał gali 3½ gwiazdki w 5–gwiazdkowej skali. W swojej recenzji zanotował: „To była dobra gala, która według mnie spełniła oczekiwania. Właściwie spodziewałem się trochę gorszego poziomu i pozytywnie się zaskoczyłem, dzięki dwóm walkom z góry skazanym na porażkę. Booking raczej nie zawiódł – myślę, że warto obejrzeć całą galę”. Najwyżej ocenił pojedynek otwierający Slammiversary (4¼ gwiazdki), najniżej zaś walkę kobiet (2¾ gwiazdki). Pochwalił również występ DeAngelo Williamsa.
Jason Powell, sprawozdawca Prowrestling.net, był zadowolony ze Slammiversary, pisząc że nie zawierało większych niedociągnięć, a prawie każdy z zaplanowanych punktów powiódł się. Według Powella walka wieczoru nie przyniosła na tyle oczekiwanych emocji, na ile powinna, zaś samo połączenie mistrzostw nie wydało się ważne, ani godne zapamiętania. Poza tym wymieniał zalety i wady gali podobne do tych, jakie zauważyli inni recenzenci.
Średnia ocen siedmiu z ośmiu walk przyznana przez Wrestling Observer Dave’a Meltzera wyniosła 2,5 gwiazdki. Najwyższą ocenę otrzymała walka wieczoru – magazyn przyznał jej 3¼ gwiazdki na 5 możliwych. Pojedynki o mistrzostwa tag teamowowe i X Division oraz Strap match zostały wyróżnione notami trzygwiazdkowymi, natomiast najsłabiej wypadły Full Metal Mayhem Mixed Tag Team match (1½ gwiazdki) i starcie Rosemary z Sienną (1¼ gwiazdki). Mecz z udziałem komentatorów nie został oceniony.

## Wydarzenia po gali

### Kwestie organizacyjne
Podczas meczu otwierającego Slammiversary Diamante doznała kontuzji kolana.
Global Force Wrestling przeprowadziło w dniach 3–6 lipca nagrania do kolejnych odcinków programu GFW Impact!, które zostały wyemitowane w każdy czwartek od 6 lipca do 10 sierpnia. W ramach świętowania piętnastolecia istnienia federacji Buddy Dyer, burmistrz Orlando, ogłosił dzień 5 lipca Impact Wrestling Day in the city of Orlando oraz uczestniczył w nagraniach programu Global Force Wrestling.
W związku ze zmianą nazwy federacji z Impact Wrestling na Global Force Wrestling przed GFW Impact: Destination X (17 sierpnia) zostały zaprezentowane odnowione cztery najważniejsze pasy mistrzowskie. Impact Grand Championship pozostał bez zmian.

### Rywalizacje

#### Alberto El Patrón vs. LAX
6 lipca Alberto El Patrón i Bobby Lashley stoczyli pojedynek rewanżowy o połączone mistrzostwo wagi ciężkiej. Mecz został przerwany przez przedstawicieli Latin American Xchange, którzy zaatakowali Lashleya, po czym ogłosili nieprzytomnego El Patróna nowym członkiem grupy. Tydzień później Meksykanin odmówił przywódcy LAX, Konnanowi, dołączenia do drużyny, czym sprowokował napaść na siebie ze strony oponentów. Pomocy udzielił mu Lashley, a tego samego wieczoru obaj zwyciężyli Santanę i Ortiza w Tag Team matchu, lecz nie powstrzymało to grupy przed zaatakowaniem El Patróna. Tym razem Lashley nie  interweniował po stronie niedawnego sprzymierzeńca. 20 lipca Meksykanin ugiął się, pod groźbą zastosowania przemocy przez ugrupowanie Konnana wobec jego ojca – Dos Carasa i brata – El Hijo de Dos Carasa, i założył koszulkę LAX, lecz po chwili podjął atak na przeciwników i rozerwał t–shirt. 27 lipca wygrał Gauntlet match z rywalami w wyniku dyskwalifikacji, gdyż ci, przeczuwając swoją porażkę, ponownie dopuścili się na nim napaści. Po meczu przyszli mu na pomoc jego ojciec, brat oraz Veterans of War. 3 sierpnia LAX pokonali El Patróna, Dos Carasa i El Hijo de Dos Carasa wskutek interwencji ich nowego członka – Low Kiego. 12 lipca El Patrón został zawieszony przez federację w wyniku zastosowania przemocy w stosunku do swojej narzeczonej, Paige, następnie zaś 14 sierpnia został pozbawiony tytułu mistrzowskiego. Z tego powodu jego pojedynek z Low Kim o GFW Global Championship, zapowiadany na GFW Impact: Destination X, nie odbył się.

#### Trevor Lee vs. Sonjay Dutt
6 lipca Trevor Lee zaatakował Sonjaya Dutta po jego zwycięskim pojedynku nad Calebem Konleyem w obronie GFW X Division Championship, po czym ukradł mu tytuł. Wkrótce ogłosił się „prawdziwym mistrzem”, w każdym miejscu nosił ze sobą pas mistrzowski i „bronił go” w pojedynkach z różnymi zawodnikami. Dutt próbował odzyskać swoją własność, lecz był powstrzymywany przez Bruce’a Pricharda, który stopniowo przybierał cechy złego charakteru, trzymając stronę fałszywego mistrza. Wtedy Dutt uciekł się do podstępu. W czasie walki zamaskowanego Mumbai Cata z Lee zamienił się miejscami z hinduskim wrestlerem, pokonał rywala i ujawnił swoją tożsamość. Zaproponował Trevorowi rozwiązanie trudnej sytuacji, mianowicie Ladder match o GFW X Division Championship na GFW Impact: Destination X. Podczas tego wydarzenia pokonał go, dzięki wsparciu powracającego do federacji Peteya Williamsa, i odebrał mu tytuł. Lee starał się pomóc Konley.

#### Sienna vs. Gail Kim
Sienna rozpoczęła panowanie mistrzowskie od pokonania dwóch zawodniczek – Rebel i Amber Novy, następnie 27 lipca zwyciężyła Rosemary w walce rewanżowej, która została rozegrana w formule Last Knockout Standing matchu. Dwa tygodnie później, pewna swojej dominacji, domagała się od Karen Jarrett kolejnej kandydatki do walki o GFW Knockouts Championship na GFW Impact: Destination X. Została nią Gail Kim. Sienna wygrała z Kanadyjką, ponieważ ta został zaatakowana w trakcie meczu przez dawną rywalkę, Taryn Terrell.

## Wyniki walk
Zestawienie zostało sporządzone na podstawie źródła:
| Nr                                                                   | Wyniki | Stypulacje                                                                                         | Czas  |
| -------------------------------------------------------------------- | --- | -------------------------------------------------------------------------------------------------- | ----- |
| 1P                                                                   | Allie, Braxton Sutter i Mahabali Shera pokonali Laurel Van Ness, KM-a i Kongo Konga | Six Persons Tag Team match                                                                         | 06:44 |
| 2                                                                    | Latin American Exchange (Ortiz i Santana) (z Diamante, Homicidem i Konnanem) (c) pokonali Drago i El Hijo del Fantasmę, Garzę Jr. i Laredo Kida oraz Naomichiego Marufujiego i Taijiego Ishimoriego | Four Way Tag Team match o Impact Wrestling World Tag Team Championship i GFW Tag Team Championship | 15:11 |
| 3                                                                    | DeAngelo Williams i Moose (z Austinem Dillonem i Garym Barnidgem) pokonali Chris Adonisa i Eliego Drake’a                                                                                           | Tag Team match                                                                                     | 10:35 |
| 4                                                                    | Ethan Carter III pokonał Jamesa Storma | Strap match                                                                                        | 10:40 |
| 5                                                                    | Abyss i Jeremy Borash pokonali Josha Mathewsa i Scotta Steinera | No Disqualification Tag Team match                                                                 | 10:53 |
| 6                                                                    | Alisha Edwards i Eddie Edwards pokonali Angelinę Love i Davey’ego Richardsa | Intergender Full Metal Mayhem match                                                                | 08:44 |
| 7                                                                    | Sonjay Dutt (c) pokonał Low Kiego | 2 Out of 3 Falls match o Impact Wrestling X Division Championship                                  | 18:17 |
| 8                                                                    | Sienna (c) (GFW) pokonała Rosemary (c) (Impact Wrestling) | Mecz unifikujący Impact Wrestling Knockouts Championship i GFW Women’s Championship                | 10:32 |
| 9                                                                    | Alberto El Patrón (z Dos Carasem) (c) (GFW) pokonał Lashleya (z King Mo) (c) (Impact Wrestling) | Mecz unifikujący Impact Wrestling World Heavyweight Championship i GFW Global Championship         | 18:08 |
| (c) – mistrz/mistrzyni przed walkąP – walka miała miejsce w pre-show | | |       |